# 토이 스토리 레이서
《토이 스토리 레이서》(Toy Story Racer)는 토이 스토리 2 영화 작품의 기반으로 2001년에 출시된 PS1 버전 이자 2D, 3D 레이싱 비디오 게임이다. 2010년에 플레이스테이션 스토어 버전으로 재출시되었다. 토이 스토리 두번째로 나온 비디오 게임 배경으로 나오며, 첫작 레이싱 비디오 게임이다.

## 경주 플레이 등장 캐릭터
- 우디
- 버즈 라이트이어
- 보핍
- 슬링키
- 미스터 포테이토 헤드
- 햄
- 렉스
- 리틀 그린 맨
- 록키 지브롤터
- 레니
- 베이비페이스

## 평가
| 평론 점수 평론사 점수 GBC PS 올게임 [ 1 ] [ 2 ] EGM N/A 5.17/10 [ 3 ] [ a ] 게임 인포머 4/10 [ 4 ] 5/10 [ 5 ] 게임 레볼루션 N/A C [ 6 ] 게임스팟 6.8/10 [ 7 ] 6.9/10 [ 8 ] 게임존 N/A 10/10 [ 9 ] IGN 7/10 [ 10 ] 8.2/10 [ 11 ] 넥스트 제네레이션 N/A [ 12 ] 닌텐도 파워 [ 13 ] N/A OPM (US) N/A [ 14 ] The Cincinnati Enquirer N/A [ 15 ] 통합 점수 게임랭킹스 63% [ 16 ] 74% [ 17 ] 메타크리틱 N/A 76/100 [ 18 ] |        |         |
| 평론 점수 |        |         |
| 평론사 | 점수   | 점수    |
| 평론사 | GBC    | PS      |
| 올게임 | [ 1 ]  | [ 2 ]   |
| EGM | N/A    | 5.17/10 |
| 게임 인포머 | 4/10   | 5/10    |
| 게임 레볼루션 | N/A    | C       |
| 게임스팟 | 6.8/10 | 6.9/10  |
| 게임존 | N/A    | 10/10   |
| IGN | 7/10   | 8.2/10  |
| 넥스트 제네레이션 | N/A    | [ 12 ]  |
| 닌텐도 파워 | [ 13 ] | N/A     |
| OPM (US) | N/A    | [ 14 ]  |
| The Cincinnati Enquirer | N/A    | [ 15 ]  |
| 통합 점수 |        |         |
| 게임랭킹스 | 63%    | 74%     |
| 메타크리틱 | N/A    | 76/100  |

## 같이 보기
- 토이 스토리 3 비디오 게임
- 토이 스토리 2 비디오 게임
- 토이 스토리 비디오 게임